# Find a Grave
Find a Grave (рус. «Найди могилу») — веб-сайт и крупнейшая база данных кладбищ и могил.
Сайт создан в 1995 году жителем Солт-Лейк-Сити Джимом Типтоном для решения проблемы отсутствия какой-либо единой базы данных о местах захоронения знаменитостей. Сайт стал развиваться быстрыми темпами и по состоянию на 2019 год содержит более 200 миллионов записей о захоронениях уже не только знаменитостей, но и других людей.
Для внесения и корректировки данных любой человек может свободно зарегистрироваться на сайте. Индивидуальные страницы об умершей персоне (по усмотрению зарегистрированного пользователя сайта, вносящего эти данные) могут содержать даты и места рождения и смерти, биографические данные, название кладбища, где было произведено захоронение, номер участка и фотографии самой персоны и могилы. Возможно указание родственных связей между захороненными персонами.